# Канума
Канума (јап. 鹿沼市) град је у Јапану у префектури Точиги. Према попису становништва из 2005. у граду је живело 104.148 становника.

## Становништво
Према подацима са пописа, у граду је 2005. године живело 104.148 становника.
| 1995.   | 2000.   | 2005.   |
| ------- | ------- | ------- |
| 104.019 | 104.764 | 104.148 |